# Đặng Ngọc Tuấn
Đặng Ngọc Tuấn là cầu thủ bóng đá chuyên nghiệp Việt Nam đang thi đấu trong màu áo Thành phố Hồ Chí Minh với vị trí thủ môn.

## M-150 Cup
Ngọc Tuấn nằm trong đội tuyển U-23 Việt Nam thi đấu tại M-150 Cup ở Thái Lan.

## Danh hiệu bóng đá

### Quốc tế
Giải vô địch U23 châu Á
- Huy chương bạc (1): 2018
- M-150 Cup

 Huy chương đồng: 2017